# Uzer (Pireneje Wysokie)
Uzer – miejscowość i gmina we Francji, w regionie Oksytania, w departamencie Pireneje Wysokie.
Według danych na rok 1990 gminę zamieszkiwały 82 osoby, a gęstość zaludnienia wynosiła 24 osób/km² (wśród 3020 gmin regionu Midi-Pireneje Uzer plasuje się na 981. miejscu pod względem liczby ludności, natomiast pod względem powierzchni na miejscu 1616.).